# Зографско пристанище
Зографското пристанище или Зографската арсана (на гръцки: Αρσανάς Μονής Ζωγράφου) е пристанище, разположено на полуостров Света гора, Гърция. Обслужва и принадлежи на Зографския манастир.

## Местоположение
Пристанището е разположено на 5 km южно от Зографския манастир на Сингитския залив.

## Описание
Зографското пристанище е едно от най-големите на Света гора и е типичен пример за светогорска арсана, запазена в задоволително състояние. То служи като стратегическа и логистична база - пристанище за акостиране и ремонт на кораби и складиране на стоки. Голямото разстояние до манастира е наложило интегрирана местна организация на сградите и така се е получило малко крайморско селище.
Главната арсана има конюшня на приземния етаж. Тя включва едно пространство, покрито с арки от три строителни фази - оригиналната около 1475 година, а третата фаза след 1897 година. Пристанищната отбранителната кула е построена по време на първата строителна фаза и има параклис на третия етаж и бойници на покрива. Приземният етаж на арсаната комуникира вътрешно с кулата чрез отвор, блокиран от тежка желязна врата. Помещенията за настаняване на работещите на арсаната са разположени на два етажа и изградени в три последователни фази, точно както арсаната. В 1897 година е построена църквата „Свети Николай“, прикрепена към източната страна на комплекса. Над и зад площта на основната сграда има складове, построени през последната строителна фаза след 1897 година. Пред входа  на пристанището има вълнолом. На малко разстояние от арсаната има две големи работилници, пещ, конюшни на запад, преса за масло и мелница за зърно на изток, цистерната за вода на север.